# Aymar Moro-Mvé
Aymar Fabrice Moro-Mvé  (ur. 1 czerwca 1987 w Libreville) – gaboński piłkarz występujący na pozycji obrońcy.

## Kariera klubowa
Moro-Mvé zaczął swoją karierę w 1998 roku w klubie SCO Roubaix. Dwa lata później, latem 2000 roku przeniósł się do ES Wasquehal. Już rok później, w lipcu 2001 roku Gabończyk podpisał juniorski kontrakt Lille OSC. W 2006 roku został przesunięty do zespołu rezerw w ciągu kolejnych trzech lat rozegrał w nim 46 spotkań i zdobył 2 gole. 30 maja 2009 roku wyjechał z Francji i podpisał dwuletni kontrakt z belgijskim KV Mechelen, jednakże już rok później został wolnym zawodnikiem. 7 października Moro-Mvé pojawił się na testach w polskim klubie Polonia Warszawa, jednakże testów nie przeszedł.

## Kariera reprezentacyjna
23 lutego 2008 roku Moro-Mvé otrzymał pierwsze powołanie do reprezentacji Gabonu. W kwietniu 2008 roku zadebiutował w zespole narodowym w spotkaniu przeciwko reprezentacji Demokratycznej Republiki Konga.